# Джиммі Клівленд
Джи́ммі Клі́вленд (англ. Jimmy Cleveland), повне ім'я Джеймс Мі́лтон Клі́вленд (англ. James Milton Cleveland; 3 травня 1926, Вортрейс, Теннессі — 23 серпня 2008, Лінвуд, Каліфорнія) — американський джазовий тромбоніст.

## Біографія
Народився 3 травня 1926 року у Вортрейсі, штат Теннессі. З 1944 по 1946 роки проходив службу в армії; потім навчався в Університеті штату Теннессі; з коледжським гуртом виступав в Карнегі-холі.
З 1949 по 1953 роки працював з Лайонелом Гемптоном, включаючи гастролі до Європи. Виступав у Нью-Йорку; у 1955 році був названий «Новою зіркою» за результатом опитування музичних критів журналу «Down Beat». З 1957 по 1960 роки з перервами грав з Джонні Річардсом; грав і записувався з Діззі Гіллеспі, був учасником штатного гурту на телепередачі «The Subject is Jazz». У 1959 році грав з Джеррі Малліганом; з 1959 по 1960 роки гастролював в Європі з Квінсі Джонсом з його шоу «Free and Easy». Як соліст записувався на лейблах EmArcy і Mercury наприкінці 1950-х.
З середини і до кінця 1960-х багато працював на телебаченні і в студії, записувався з Дж. Дж. Джонсоном, Кенні Берреллом, Джиммі Смітом, Олівером Нельсоном, Стенлі Террентайном, Чіко Гемільтоном, Мілтом Джексоном, Мейнардом Фергюсоном, Джилом Евансом, Джеймсом Муді, Дюком Пірсоном, Дороті Ешбі, Генком Кроуфордом; з початку 1970-х жив в Лос-Анджелесі.
У 1980-х грав з Гемптоном, Джеральдом Вілсоном і очолював свій власний гурт з 9-ти музикантів. Взяв участь у записі саундтреку до кінофільму «Дінго» 1991 року.
Помер 23 серпня 2008 року в Лінвуді, штат Каліфорнія у віці 82 років.

## Дискографія
- Introducing Jimmy Cleveland and His All Stars (EmArcy, 1955)
- Cleveland Style (EmArcy, 1957)
- A Map of Jimmy Cleveland (Mercury, 1958)
- Rhythm Crazy (EmArcy, 1959)